# Tahoe
Tahoe – jezioro w południowo-zachodnich Stanach Zjednoczonych, na granicy stanów Nevada (hrabstwa Douglas, Washoe, Carson City) i Kalifornii (hrabstwa El Dorado i Placer). Położone w górach Sierra Nevada na wysokości 1897 m n.p.m. Jest drugim pod względem głębokości jeziorem w USA po jeziorze Kraterowym w Oregonie. Powstało około 2-3 milionów lat temu na uskoku geologicznym. Obniżające się warstwy utworzyły basen jeziora Tahoe a jednocześnie na wschodzie wypiętrzył się łańcuch Carson Range a na zachodzie fragment gór Sierra Nevada. W czasie tego procesu powstało kilka szczytów otaczających jezioro. Są to Freel Peak (3320 m), Monument Peak (3068 m), Pyramid Peak (3043 m) oraz Mt. Tallac (2967 m).  
Ze względu na dużą przejrzystość wody zanotowano w nim rekordową głębokość występowania makrofitów z grup ramienic i mchów – 75 m, a także glonów (ponad 100 m). Przejrzystość jeziora wyrażona widzialnością krążka Secchiego pod koniec XX wieku spadła do poziomu ok. 20 metrów.
Jezioro ma połączenie z jeziorem Pyramid.
Na południowym brzegu leży miasto South Lake Tahoe.